# Friedrich Lüders
Friedrich Georg Jakob Lüders (engl.: Frederick George Jacob Lueders; * 3. Oktober 1813 in Hamburg; † 21. Dezember 1904 in Sauk City) war ein deutschamerikanischer Gärtner und Naturforscher.

## Leben und Wirken
Friedrich Lüders war der Sohn eines Hamburger Gärtners. Seine Schulausbildung absolvierte er an einer Hamburger Privatschule. Anschließend belegte er am Botanischen Garten Hamburg Kurse in Botanik. Nach seinem Abschluss begann Lüders seine Kenntnisse in der Handels- und Samengärtnerei von Friedrich Adolph Haage in Erfurt zu vervollkommnen. Nach der Rückkehr in seine Heimatstadt erweckten seine Fähigkeiten das Interesse der Hamburger Naturforschende Gesellschaft, die ihm anbot eine wissenschaftliche Forschungsreise in die Vereinigten Staaten zu unternehmen. Um seine Kenntnisse in Astronomie und Navigation zu verbessern absolvierte Lüders daraufhin eine Ausbildung als Seemann, die er mit im Rang eines Ersten Maates beendete.
Wann Lüders in den Vereinigten Staaten eintraf, ist nicht bekannt. Er hielt sich eine Zeitlang an der Ostküste auf und wandte sich dann, mit einem Empfehlungsschreiben Asa Grays versehen, westwärts. Über die Großen Seen gelangte er nach Green Bay in Wisconsin. Mit dem Boot eines französischen Pelzhändlers kam er schließlich in Sauk City an. Dort verbrachte er den Rest des Sommers mit dem Sammeln von Pflanzen. Vom frühen Wintereinbruch überrascht musste er seinen Plan zum Mississippi River weiterzureisen aufgeben und arbeitet den Winter über als Maisschäler. Im März 1842 konnte Lüders seine Reise fortsetzen. In St. Louis begegnete er George Engelmann. Den Sommer 1842 über sammelte Lüders im westlichen Teil von Missouri. Im Mai 1843 schloss er sich einer größeren Gruppe von Auswandern an, die nach Oregon aufbrach. Im September 1843 wurde John Charles Fremont Zeuge wie Lüders seine gesamte Sammlung und Ausrüstung verlor, als sein Kanu kenterte. Fremont benannte ihm zu Ehren die Stelle als „Luders Bay“.
Nach diesem Missgeschick beschloss Lüders in seine Heimat zurückzukehren, um sich neu auszurüsten. Von der Mündung des Columbia Rivers segelte er im Februar 1844 nach Hamburg, wo er im November 1844 ankam. Die finanziellen Verhältnisse seiner Familie gestatteten ihm dies jedoch nicht. In Begleitung seiner Frau war Lüders bereits zur Weihnachtszeit von 1844 wieder im Mississippi-Gebiet. Bis 1851 lebte er in St. Louis, bis er sich als Farmer und Gärtner in Sauk City niederließ.
Viele Jahre lang zeichnete Lüders seine meteorologischen Beobachtungen detailliert auf. 1884 veröffentlichte die University of Wisconsin seine Beobachtungen der Polarlichter.
Herman Frederick Lueders († 1904), einer seiner Söhne, war ebenfalls botanisch interessiert.

## Schriften (Auswahl)
- Das Gesetz der Wechselwirkung im Weltall. J. F. Richter/Steiger, Hamburg/New York 1870.
- Das Nord- oder Polarlicht wie es ist und was es ist: Eine Zs.stellung von Thatsachen über dasselbe u. diesem verwandte Erscheinungen d. Atmosphäre; nach Beobachtungen im Westen d. Vereinigt. Staaten von Nordamerika. J. F. Richter/Steiger, Hamburg/New York 1870.
- List of 608 Auroras Observed at Sauk City, Wisconsin, from 1859 to 1884. In: Publications of the Washburn Observatory of the University of Wisconsin. Band 2, Teil 20, Democrat Printing Co., State Printers, Madison 1884, S. 326–343, (online).
- A Memorial to the Representatives of Physical Astronomy an the Friend of the Progress of this Science. Nelson & North, Printers, Madison 1887.

## Nachweise